# Notre-Dame-du-Bec
Notre-Dame-du-Bec ist eine französische Gemeinde mit 477 Einwohnern (Stand: 1. Januar 2022) im Département Seine-Maritime in der Region Normandie. Sie gehört zum Arrondissement Le Havre und zum Kanton Octeville-sur-Mer. Die Einwohner werden Becquais und Becquaises oder Notre-Damais und Notre-Damaises genannt.

## Geographie
Notre-Dame-du-Bec liegt etwa 13 Kilometer nordnordöstlich von Le Havre am Flüsschen Lézarde in der Naturregion Pays de Caux. Umgeben wird Notre-Dame-du-Bec von den Nachbargemeinden Saint-Martin-du-Bec im Norden und Westen, Turretot im Norden und Nordosten, Hermeville im Osten sowie Rolleville im Süden.

## Bevölkerungsentwicklung

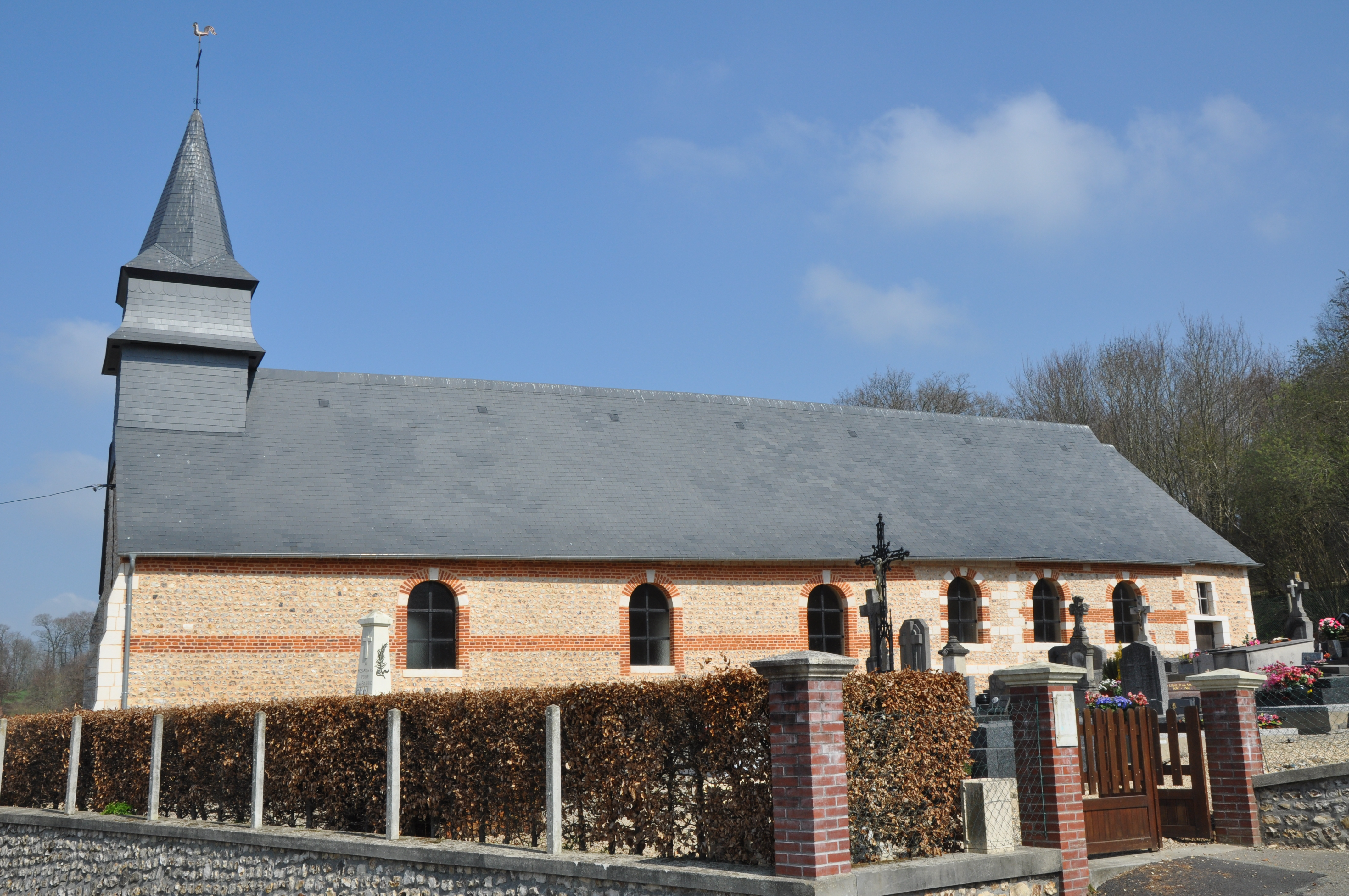
Kirche Notre-Dame

| Jahr                       | 1962 | 1968 | 1975 | 1982 | 1990 | 1999 | 2006 | 2013 | 2020 |
| Einwohner                  | 292  | 279  | 292  | 304  | 324  | 379  | 432  | 447  | 449  |
| Quellen: Cassini und INSEE |      |      |      |      |      |      |      |      |      |

## Sehenswürdigkeiten
- Kirche Notre-Dame aus dem 16. Jahrhundert